# Самойлов, Тит Петрович
Тит Петрович Самойлов (25 мая 1906 - 7 декабря 1979) ― советский и российский учёный, биолог. Директор горнотаёжной станции ДВО РАН (1945-1967). Почётный гражданин Уссурийска (1967).

## Биография
Тит Петрович родился 25 мая 1906 года в Могилёвской губернии, в семье крестьянина-бедняка.  В том же году его отец был призван в Царскую армию и отправлен служить на Дальнем Востоке, в город Никольск-Уссурийский. В 1908 году на постоянное место жительство переехала и вся семья.
После окончания обучения в школе, Самойлов отправился поступать в Ленинградский университет, где стал учиться на кафедре академика В.Л. Комарова. В 1932 году под руководством заслуженного академика Тит Петрович принял участие в организации Горнотаёжной станции в Приморском крае, которая стала первой региональной академической научной станцией, занимающейся исследовательской деятельностью по исследованию природных ресурсов южной части Дальнего Востока.
46 лет трудовой деятельности посвятил Самойлов этой научной станции. Свою работу он начал научным сотрудником, которые специализировался на изучении жуков. Затем был назначен заведующим зоологическим кабинетом, после учёным секретарём и заместителем директора. В 1945 году его утвердили на должность руководителя научным коллективом. Исполнял обязанности до 1967 года.
Принимал участие в строительстве павильонов и помещений геофизической обсерватории, магнитной станции и лаборатории растительного сырья, службы Солнца, которые разместились на территории Горнотаёжной станции. Под его руководством станция работал и проводила исследования по утверждённой тематике, способствовала развитию в крае садоводства, пчеловодства, картофелеводства и других отраслей сельского хозяйства.
Наряду с административной и хозяйственной работой Тит Петрович проводил исследования изучая энтомофауны плодовых растений. Автор 42 работ по садоводству.
На станции вместе с Титом Петровичем работала и его супруга Таисия Васильевна Самойлова, руками которой был создан дендрарий.
Проживал в городе Уссурийске. Умер 7 декабря 1979 года.  

## Награды
Заслуги отмечены медалями:
- Орден Трудового Красного Знамени
- два ордена Знак Почёта
- Медаль За доблестный труд в Великой Отечественной войне 1941-1945 гг.
- Почётный гражданин Уссурийска (19.10.1967).

## Память
- Титу Петровичу и Таисии Васильевне Самойловым на территории горнотаёжной станции установлен памятник.
- Поэт А. Г. Романенко посвятил им поэтические строки.